# Szőke Katalin (irodalomtörténész)
Szőke Katalin Gabriella, oroszul: Каталин Сёке (Dunapataj, 1950. március 17. – Budapest, 2018. április 3.) irodalomtörténész, ruszista, műfordító, egyetemi tanár.

## Életpályája
1950-ben született Dunapatajon, a budapesti Móricz Zsigmond Gimnázium ének-zene tagozatán érettségizett 1968-ban. 1973-ban végzett a JATE Bölcsészettudományi Karán magyar-orosz szakon, 1972-től egyéves filológiai tanulmányok a leningrádi Állami Egyetemen. 1973-75 között a pécsi Széchenyi Gimnáziumban tanított. 
1975-től a szegedi egyetem Szláv Filológiai Intézetének oktatója. 1977-ben védte meg bölcsészdoktori értekezését: A nyugat és kelet problémája Andrej Belij Az ezüstgalamb című regényében.
1993-ban kandidátusi fokozatot szerzett Az önéletrajziság A. Remizov prózájában című disszertációjával, 1994-től egyetemi docens. 2007-ben habilitált (SZTE): Kultúra és szubkultúra dichotómiája a XX. sz.-i orosz irodalomban; Az orosz szimbolista regény c. előadásával.
2013-ban akadémiai doktori fokozatot szerzett A szimbolizmus túlhaladása? A paradigmaváltás problémája a XX. század orosz prózájában (Andrej Belij és Mihail Kuzmin) című értekezésével. 
1994-től az ELTE meghívott előadójaként is dolgozott. 2013-tól Szegeden egyetemi tanár, 2014-től a SZTE Irodalomtudományi Doktori Iskolájának vezetését látta el, alapítója és szakmai vezetője volt a szegedi Szláv Intézet cseh szakirányának.
Műfordítóként elsősorban a kortárs orosz próza tolmácsolója volt.

## Munkássága
Szőke Katalin a hazai és az egyetemes ruszisztika egyik legkiemelkedőbb képviselője volt, kitűnő műfordító, a XIX. és XX. századforduló orosz irodalmának, kultúrtörténetének, a szimbolizmus és a mai orosz próza egyik legavatottabb szakértője. Az orosz nyelvű ruszisztikán belül is úttörőnek számítottak a hetvenes évek második felében és a nyolcvanas évek elején kezdett kutatásai, melyek Andrej Belijjel és Alekszej Remizovval foglalkoztak, és megalapozták nemzetközi hírnevét. 
Irodalomelméleti gondolkodására nagy hatással volt Mihail Bahtyin munkássága, de emellett alaposan ismerte az orosz elméleti és filozófiai tradíciót. Különösen sokat lehetett tanulni tőle az orosz vallásfilozófia nagy alakjairól (Szolovjov, Bergyajev, Sesztov). Igen jelentősek voltak az orosz ornamentális próza és a XX. századi orosz irodalom területén végzett, rendkívül szerteágazó, sokféle regisztert és poétikát leíró és értelmező vizsgálódásai. Baka István költészetének „orosz kódjait”, az „oroszvers” sajátos bakai műfaját Szőke Katalin tanulmányai tárták föl és értelmezték elsőként, melyek nemcsak a hazai Baka-kutatások számára bizonyultak meghatározónak, de jelentős nemzetközi visszhangot is kiváltottak. Tudományos teljesítménye ismertté tette őt más bölcsészdiszciplínák képviselőinek körében is; fordításai, írásai pedig nagy elismerést vívtak ki a kortárs magyar irodalomban. Gazdag és magas színvonalú műfordítói munkásságáért 2006-ban Pro Literatura-díjjal tüntették ki.
Tudományos munkája mellett kiváló tanár is volt. Pályafutását 1973-ban a pécsi Széchenyi István Gimnáziumban kezdte, és mindig szívesen emlékezett az ott eltöltött évekre, az általa szervezett színjátszókörre. Jó érzékkel ismerte fel a tehetséget, ösztönözte, bátorította jó képességű hallgatóit, és minden módon támogatta szakmai előremenetelüket. Maximálisan tiszteletben tartotta az eltérő megközelítéseket, a gondolkodás szabadságát, nagyon sokra becsülte az igényességet, a kemény munkát, az emberséget, a jóindulatot, a nagyvonalúságot, a humorérzéket, a morális tartást, és mindebben példát mutatott tanítványainak. Éles szemű kritikus volt, és kritikus gondolkodásra nevelt. Az orosz nyelvoktatásban elért sikereiért 1997-ben a moszkvai Puskin Intézet emlékérmét vehette át. Meghívott előadó volt a Moszkvai Állami Egyetemen, a brnói Masaryk Egyetemen, a krakkói Jagelló Egyetemen és a Göttingeni Egyetemen. 1994-től az ELTE meghívott előadójaként is dolgozott, 2014. szeptemberétől pedig az SZTE Irodalomtudományi Doktori Iskolájának vezetését látta el. Alapítója és szakmai vezetője volt a Szláv Intézet cseh szakirányának.

## Művei[3]

### Önálló kötetek, szerkesztések
- Apokalipszis – 1917. Írások az orosz forradalomról / Ivan Bunyin: Elátkozott napok / Makszim Makszim Gorkij: Időszerűtlen gondolatok / Vaszilij Rozanov: Korunk apokalipszise; ford. Rajka Ágnes, Vári Erzsébet, Zappe László, szerk., jegyz., utószó Szőke Katalin; Európa, Budapest, 1997
- Az orosz irodalom antológiája a kezdetektől 1940-ig; szerk., vál. Zöldhelyi Zsuzsa és Szőke Katalin; Nemzeti Tankönyvkiadó, Budapest, 2001
- Orosz költők antológiája; vál., szerk. Szőke Katalin és Zöldhelyi Zsuzsa; Magyar Könyvklub, Budapest, 2001 (Klub klasszikusok. Világirodalom)
- Álommúzeum. Írások a XX. századi orosz irodalomról; Gondolat, Budapest, 2003
- Az orosz kultúra Nyugat és Kelet között. Szöveggyűjtemény; szövegvál., bev. Szőke Katalin és Bagi Ibolya; Bölcsész Konzorcium, Budapest, 2006
- Szugyba bez szugybi. Problemi poetyiki Alekszeja Remizova; ELTE BTK Irodalomtudományi Doktori Iskola, Budapest, 2006 (Investigationes Russicae)

### Műfordítások
- A megváltó Oroszország. Válogatás a szlavofil gondolkodók írásaiból 1839-1861; szerk. Szilágyi Ákos, Kiss Ilona, ford. Kiss Ilona, Páll Erna, Szőke Katalin, Vári Erzsébet; Századvég, Budapest, 1992 (Idea Russica)
- Andrej Szinyavszkij: Séták Puskinnal; ford., jegyz. Szőke Katalin; Európa, Budapest, 1994 (Mérleg)
- Alekszandr Etkind: A lehetetlen Erósza. A pszichoanalízis története Oroszországban; szerk. Gy. Horváth László, ford. Bratka László, Kiss Ilona, M. Nagy Miklós, Szőke Katalin; Európa, Budapest, 1999
- Mihail Epstejn: A posztmodern és Oroszország; szerk. M. Nagy Miklós; ford. Bagi Ibolya, Goretity József, Gránicz István, M. Nagy Miklós, Szőke Katalin; Európa, Budapest, 2001 (Mérleg)
- Pjotr Vajl: A hely zsenije; ford., jegyz. Gerencsér Zsigmond, Goretity József, M. Nagy Miklós, Sarnyai Csaba, Szőke Katalin; Európa, Budapest, 2003
- Szergej Dovlatov: A zóna / A bőrönd; ford. Goretity József, Szőke Katalin; Európa, Budapest, 2006
- Vlagyimir Szorokin: Az opricsnyik egy napja; ford. Szőke Katalin; Gondolat, Budapest, 2008 (Gondolat világirodalmi sorozat)
- Szergej Dovlatov: A kihelyezett tagozat. Válogatott elbeszélések; ford. Abonyi Réka, Kisbali Tamás, Szőke Katalin; Európa, Budapest, 2010

## Díjai, kitüntetései
- 1984: Kiváló Munkáért Díj
- 1997: a moszkvai Puskin Intézet emlékérme (az orosz nyelv oktatása terén elért eredményekért)
- 2004: Magyar Felsőoktatásért Emlékplakett
- 2006: Pro Literatura-díj, műfordítói munkásságáért (MAOE Irodalmi Tagozat)
- 2011: Az Év Ruszistája, Lihacsov-díj (Alapítvány az Orosz Nyelvért és Kultúráért)[4]